# Виља Краусе
Виља Краусе (шп. Villa Krause) је град у Аргентини у покрајини Сан Хуан. Према процени из 2005. у граду је живело 108.752 становника.

## Становништво
Према процени, у граду је 2005. живело 108.752 становника.
| 1980.  | 1991.  | 2001.   |
| ------ | ------ | ------- |
| 66.693 | 83.872 | 102.225 |